# Loom (album d'Imagine Dragons)
Pour les articles homonymes, voir Loom (homonymie).
Albums de Imagine Dragons
Mercury – Acts 1 & 2
(2022)
Singles
1. Eyes Closed
Sortie : 3 avril 2024
2. Nice to Meet You
Sortie : 24 mai 2024
3. Wake Up
Sortie : 2 juillet 2024
4. Take Me to the Beach
Sortie : 11 octobre 2024

Loom est le sixième album studio du groupe de rock alternatif américain Imagine Dragons, sorti le 28 juin 2024.

## Liste des pistes
Toutes les chansons sont écrites et composées par Dan Reynolds, Wayne Sermon, Ben McKee, Mattias Larsson et Robin Fredriksson, sauf mention contraire.
| Loom  | Loom                 | Loom                        | Loom  | Loom | Loom | Loom | Loom | Loom | Loom |
| No    | Titre                | Auteur                      | Durée |      |      |      |      |      |      |
| ----- | -------------------- | --------------------------- | ----- | ---- | ---- | ---- | ---- | ---- | ---- |
| 1.    | Wake Up              |                             | 2:47  |      |      |      |      |      |      |
| 2.    | Nice to Meet You     |                             | 3:10  |      |      |      |      |      |      |
| 3.    | Eyes Closed          |                             | 3:20  |      |      |      |      |      |      |
| 4.    | Take Me to the Beach |                             | 2:47  |      |      |      |      |      |      |
| 5.    | In Your Corner       |                             | 4:00  |      |      |      |      |      |      |
| 6.    | Gods Don't Pray      |                             | 2:50  |      |      |      |      |      |      |
| 7.    | Don't Forget Me      |                             | 2:59  |      |      |      |      |      |      |
| 8.    | Kid                  |                             | 2:40  |      |      |      |      |      |      |
| 9.    | Fire in These Hills  | - Reynolds - Sermon - McKee | 3:39  |      |      |      |      |      |      |
| 28:07 |                      |                             |       |      |      |      |      |      |      |

## Certifications
| Pays          | Certification | Unités |
| ------------- | ------------- | ------ |
| France (SNEP) | Or            | 50 000 |